# 미하일 크리체프스키
미하일 예피모비치 크리체프스키(우크라이나어: Михайло Юхимович Кричевський), 1897년 2월 5일~2008년 12월 26일)는 우크라이나의 슈퍼센티네리언이자 동유럽 마지막 제1차 세계 대전 참전 용사이다.
2007년 12월 14일, 나이가 검증되지 않은 116세의 우크라이나인 흐리호리 네스토르가 사망한 이후 미하일 크리체프스키는 우크라이나 최고령자가 되었다. 그의 생애 말년에 그는 동유럽에 거주하는 유일한 제1차 세계 대전 참전 용사였다.

## 생애
미하일 예피모비치 크리체프스키는 코스티안티노그라드에서 가난한 유대인 가족의 네번째 자녀로 태어났다. 아버지는 멕렌버그-스트렐리츠스키 공작의 공장 관리자로 일하고 있었다. 그는 유대인 초등학교에서 공부했고, 10살 때 제화공의 견습공으로 일했다. 1917년, 그는 폴타바의 학교를 최우수로 졸업하고, 같은 해 제1차 세계 대전에 동원되었다. 키예프의 군사 학교에서 공부한 후 1917년 11월, 그는 포병 소위 계급으로 코시체의 오스트리아-독일 전선으로 파견되었다 .
그러나 같은 해 전쟁의 승기가 보이자 고향으로 돌아온 그는 예카테리노슬라프 (현 드니프로)의 광산 학교에 입사했고, 1924년에 돈바스의 광산에 배치되었다. 이후 1926년 그는 광산 학교를 졸업했다.
1920년대 말부터 그는 스탈리노 (현 도네츠크)의 광산에서 기계화 부서를 지휘했고, 1930년대 중반에는 광산의 총책임자로 임명되었다. 제2차 세계 대전이 발발하고 나치 독일이 우크라이나 지역으로 진격하자 그는 우랄산맥의 광산으로 보내졌다.
1946년부터 1972년 퇴임할 때까지 그는 도네츠크 광업 연구소에서 연구원으로 일했다. 그는 광산 기계 유지 보수 및 관리에 관한 많은 발명품과 두 권의 서적을 집필했다. 그는 전쟁으로 파괴된 도네츠크 광산의 복원에서 큰 성공을 거두어 1947년에 붉은 깃발 훈장과 기타 상을 받았다 .
크리체프스키는 2008년 12월 26일 111세 305일의 나이로 사망했고, 도네츠크의 노보이그나토프스키 묘지에 매장되었다.